# Džašohar
Džašohar (bengálsky যশোর, Ẏôšor) je město v okrese Džašohar v oblasti Khulaná. Leží v jihozápadní části Bangladéše. Je správním sídlem stejnojmenného okresu a třetím největším městem v oblasti Khulaná. Rozloha města je 21,15 km2. Ve městě se nachází letiště. V roce 2011 zde žilo 253 019 obyvatel.

## Vzdělání
Město je vzdělávacím centrem okresu Džašohar i oblasti Khulaná. Nachází se zde 1 univerzita, 3 lékařské fakulty a mnoho vysokých škol.

## Obyvatelstvo
Počet obyvatel města v jednotlivých letech:
| 1991    | 2001    | 2010    |
| ------- | ------- | ------- |
| 169 349 | 214 846 | 260 843 |